# Codorníu
Codorníu est une entreprise espagnole, située en Catalogne, spécialisée dans la production de vin, notamment de mousseux.
En 2017, l'entreprise délocalise son siège social dans la communauté autonome de La Rioja.
Fondée en 1551 en Espagne et toujours en activité de nos jours.
Elle soutient le théâtre Goya de Barcelone, renommé « théâtre Goya Codorníu ».